# Torsten Lieberknecht
Torsten Lieberknecht (* 1. August 1973 in Bad Dürkheim) ist ein deutscher Fußballtrainer. Als Spieler war er von seiner Jugend an für Vereine im Südwesten Deutschlands aktiv und schloss sich im Jahre 2003 Eintracht Braunschweig an. Im Anschluss an seine Spielerkarriere trainierte er ab 2008 zehn Jahre lang die Profimannschaft der Eintracht. Er ist seit Ende April 2025 Cheftrainer des 1. FC Kaiserslautern.

## Spielerlaufbahn

### Vereinskarriere
Lieberknecht wuchs im pfälzischen Haßloch auf und kam als kleines Kind über seine beiden älteren Brüder zum Fußball.
Er spielte in der Jugend für den FV 1921 Haßloch (zu dessen Ehrenmitglied er 2013 ernannt wurde), den 1. FC 08 Haßloch und den VfL Neustadt. Ab 1990 spielte er in der Jugend für den 1. FC Kaiserslautern. Im Jahre 1992 wurde er mit dem Verein deutscher A-Jugend-Meister und erhielt einen Vertrag für die Bundesliga-Mannschaft. Mit dem FCK wurde er 1994 deutscher Vizemeister. In der Saison 1994/95 war er in der 2. Bundesliga für den SV Waldhof Mannheim aktiv.
Im Jahr 1995 wechselte er zum 1. FSV Mainz 05. In den Saisons 1996/97 und 2001/02 verpasste er mit den Mainzern – jeweils am letzten Spieltag – den Aufstieg in die Bundesliga. In seiner letzten Saison spielte er nur einmal für Mainz 05 und verließ den Verein im Sommer 2002. Insgesamt blieb er für sieben Zweitligasaisons bei Mainz 05, länger als bei allen anderen Stationen seiner Spielerlaufbahn, absolvierte aber oft verletzungsbedingt – während seiner aktiven Karriere wurde er zwölfmal operiert – nur 89 Ligaspiele. In seiner Mainzer Zeit wurde er unter anderem von Wolfgang Frank trainiert, der ihn inspirierte, über eine Trainerlaufbahn nachzudenken.
In der Saison 2002/03 spielte er für den 1. FC Saarbrücken siebenmal in der Regionalliga Süd. Von 2003 bis zu seinem Karriereende nach der Saison 2006/07 stand er bei Eintracht Braunschweig unter Vertrag. Während dieser Zeit sorgte Lieberknecht mit dem BTSV insbesondere im DFB-Pokal für Aufsehen; in seiner ersten Spielzeit gewann Eintracht Braunschweig als Regionalligist gegen die Bundesligisten 1. FC Kaiserslautern und Erzrivalen Hannover 96 und schied erst im Achtelfinale gegen den Zweitligisten und späteren Finalisten Alemannia Aachen aus. Im Jahre 2005 stieg Lieberknecht mit der Eintracht in die 2. Bundesliga auf und 2007 wieder in die Regionalliga Nord ab. Insgesamt spielte er in fünf Jahren in 82 Ligaspielen für den BTSV.
Lieberknecht absolvierte als Spieler insgesamt 13 Bundesligaspiele, in denen er ein Tor erzielte, 152 Zweitligaspiele mit vier Toren, 48 Regionalligaspiele (ein Tor), acht Oberligaspiele und ein Amateuroberligaspiel (ein Tor).

### Auswahleinsätze
Er bestritt drei Schüler-, 16 B-Jugend- (ein Tor), und sieben A-Jugendländerspiele. Mit der U20 des DFB nahm er 1993 an der Junioren-WM in Australien teil. Das FCK-Talent wurde beim Vorrundenaus in einem der drei Gruppenspiele eingesetzt.
Am 8. März 1994 debütierte er in der deutschen U-21-Fußballnationalmannschaft im Spiel gegen Ungarn in Baunatal. Bis zum 22. August 1995 kam er auf insgesamt neun U-21-Länderspiele. Seinen letzten Einsatz hatte er bei der 0:4-Niederlage gegen Belgien in Lüttich. Die Qualifikation für die Finalrunde der U-21-EM 1996 verpasste das deutsche Team um Lieberknecht, Uwe Gospodarek, Alexander Zickler und Lars Ricken, da nach dem Gruppensieg im Viertelfinale Frankreich (0:0, 1:4) nicht besiegt werden konnte.

## Trainerlaufbahn

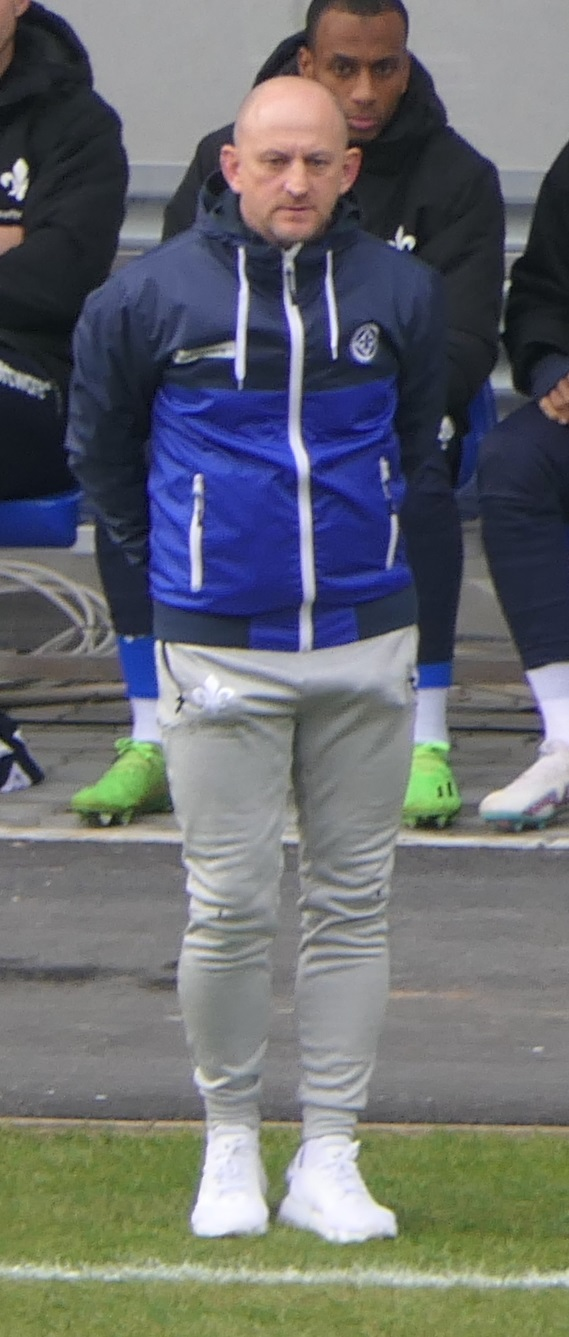
Bei Darmstadt 98 (2023)

Ab der Saison 2007/08 arbeitete Lieberknecht als Nachwuchskoordinator und A-Jugend-Trainer bei Eintracht Braunschweig. Am 3. Dezember 2007 wurde er auf der Jahreshauptversammlung als Sachverwalter Fußball in das Präsidium von Eintracht Braunschweig gewählt. Nach dem Rücktritt von Trainer Benno Möhlmann am 12. Mai 2008 übernahm er das Training der ersten Mannschaft für die letzten drei Spiele der Saison 2007/08 und die Saison 2008/09. Unter ihm gelang der Mannschaft noch die fast schon verloren geglaubte Qualifikation zur neugegründeten 3. Liga, punktgleich zum 1. FC Magdeburg auf Platz 11. Gemeinsam mit der Vereinsführung und dem neuen Sportlichen Leiter Marc Arnold kam es in der Folge zu einer Neuausrichtung der Vereinspolitik von Eintracht Braunschweig. Man setzte von nun an auf personelle Kontinuität und einen Konsolidierungs- und Sparkurs, der auch dazu führte, dass der Verein dazu überging, meist talentierte junge Spieler aus unteren Ligen zu verpflichten.
Nach der Qualifikation zur neuen, eingleisigen 3. Liga wollte die Eintracht eine ruhige Saison spielen. Mit dem zunächst umstrittenen Trainer Lieberknecht landete Braunschweig am Ende auf Rang 13 und hatte mit dem Abstieg nichts zu tun. In der darauffolgenden Saison war die Eintracht, die erneut mit einer geringen Erwartung in die Saison gegangen war, deutlich erfolgreicher und verpasste als Tabellenvierter nur knapp die Relegation. Nach der guten Saison 2009/10 setzten sich Lieberknecht und Arnold den Aufstieg innerhalb der nächsten zwei Saisons als Ziel. Diesen erreichte die Eintracht in der nächsten Saison rechnerisch sechs Spieltage vor dem Ende der Saison und wurde Tabellenerster. Nebenbei absolvierte Lieberknecht erfolgreich den Trainerlehrgang in Köln, um seine Trainer A-Lizenz zu erlangen. Thema seiner Abschlussarbeit war Der schwierige Spagat zwischen Tradition und Zukunft bei Eintracht Braunschweig. In der Aufstiegssaison verlängerte Lieberknecht seine Vertragslaufzeit bei der Eintracht bis 2013.
Nach dem Aufstieg beendete Lieberknecht mit der Eintracht die Saison mit 45 Punkten auf dem achten Platz. Nach der Saison verlängerte Lieberknecht seinen Vertrag bis 2015. Auch in der zweiten Zweitligasaison blieb ein gesicherter Platz im Mittelfeld der Tabelle das Ziel. Dieses Ziel übertraf die Braunschweiger Eintracht allerdings und stieg am Ende der Saison als Tabellenzweiter in die Fußball-Bundesliga auf. Nach 28 Jahren kehrte Eintracht Braunschweig damit zurück in die 1. Liga. Trotz des direkten Wiederabstiegs behielt Lieberknecht seinen Job und verlängerte seine Vertragslaufzeit in der Winterpause bis 2017, später weiter bis 2020, jedoch nicht für die dritte Liga. In der Saison 2016/17 erreichte Lieberknecht mit der Eintracht den dritten Tabellenplatz der 2. Liga. Am erneuten Aufstieg scheiterte man dann in der Relegation gegen den Bundesliga-16. VfL Wolfsburg mit zwei 0:1-Niederlagen. In die Folgesaison waren die Braunschweiger als Aufstiegsfavorit gestartet, blieben aber hinter den Erwartungen zurück. Am letzten Spieltag der Saison 2017/18 rutschte die Eintracht dann auf den 17. Tabellenplatz. Nach dem Abstieg der Eintracht aus der zweiten Liga trennte sich der Verein am 14. Mai 2018 nach zehn Jahren von Lieberknecht.
Am 1. Oktober 2018 wurde Lieberknecht als neuer Trainer des MSV Duisburg vorgestellt, dem Tabellenletzten der 2. Bundesliga. Am Saisonende stieg er mit der Mannschaft in die 3. Liga ab. In der Saison 2019/20 belegte er mit dem MSV in der Abschlusstabelle den fünften Rang und verpasste die Aufstiegsplätze um zwei, den Relegationsplatz um einen Punkt. Nach einem schwachen Start in die Saison 2020/21, in der das Team nach acht Spielen lediglich acht Punkte hatte und damit auf einem Abstiegsplatz stand, wurde er im Anschluss an eine 1:3-Heimniederlage gegen Viktoria Köln im November 2020 entlassen.
Am 8. Juni 2021 wurde Lieberknecht vom Zweitligisten SV Darmstadt 98 als neuer Cheftrainer verpflichtet. Er folgte auf den zu Werder Bremen gewechselten Markus Anfang. Er erhielt einen Vertrag bis Sommer 2023, der im April 2022 bis Sommer 2025 und im August 2023 bis Sommer 2027 verlängert wurde. Am vorletzten Spieltag der Saison 2022/23 sicherte sich seine Mannschaft den Aufstieg in die Bundesliga. Es folgte aber auch nun wieder der direkte Abstieg in der Saison 2023/24.
Nach dem Abstieg starteten die Darmstädter mit drei Niederlagen und einem Unentschieden in die Saison 2024/25. Nach einer 0:4-Niederlage bei der SV Elversberg am 4. Spieltag trat Lieberknecht als Cheftrainer zurück.
Ende April 2025 kehrte Lieberknecht noch während der laufenden Spielzeit in die 2. Bundesliga zurück und übernahm vier Spieltage vor dem Saisonende als Nachfolger von Markus Anfang den 1. FC Kaiserslautern, der auf dem 7. Platz stand und drei Punkte Rückstand auf den Relegationsplatz hatte. Bei Lieberknechts Debüt siegten die „Roten Teufel“ am 27. April 2025 gegen den FC Schalke 04 mit 2:1.

## Erfolge
als Spieler
- Meister der Regionalliga Nord und Aufstieg in die 2. Bundesliga: 2005 (Eintracht Braunschweig)
- Niedersachsenpokalsieger: 2004 (Eintracht Braunschweig)
- Deutscher A-Junioren-Meister: 1992 (1. FC Kaiserslautern)

als Trainer
- Aufstieg in die Bundesliga (2): 2013 (Eintracht Braunschweig), 2023 (SV Darmstadt 98)
- Deutscher Drittligameister und Aufstieg in die 2. Bundesliga: 2011 (Eintracht Braunschweig)
- Niedersachsenpokalsieger: 2011 (Eintracht Braunschweig)

## Persönliches
Lieberknecht hat zwei ältere Brüder. Er ist verheiratet und hat drei Kinder. Seit September 2021 ist er Mitglied des SV Darmstadt 98. Im März 2022 nahm seine Familie eine ukrainische Frau und ihren Sohn in ihr Haus auf, die wegen des russischen Überfalls auf die Ukraine geflohen waren.